# Гонсалес, Энсо
Э́нсо Дави́д Гонса́лес Меди́на (исп. Enso David González Medina; родился 20 января 2005) — парагвайский футболист, вингер английского клуба «Вулверхэмптон Уондерерс».

## Клубная карьера
Уроженец Асунсьона, Гонсалес начал спортивную карьеру в детстве, играя в футзал. Футбольную карьеру он начал в клубе «Либертад», дебютировав в его основном составе 4 сентября 2022 года в матче парагвайской Примеры против клуба «Серро Портеньо».
В августе 2023 года появились слухи о переходе Гонсалеса в клуб английской Премьер-лиги «Вулверхэмптон Уондерерс». Американский спортивный сайт The Athletic объявил, что англичане заплатят за его переход 6 млн евро. 31 августа «Вулверхэмптон Уондерерс» подтвердил переход игрока, который подписал с английским клубом пятилетний контракт.